# Liste der Kellergassen in Spannberg
Die Liste der Kellergassen in Spannberg führt die Kellergassen in der niederösterreichischen Gemeinde Spannberg an.
| Foto |                 | Kellergasse               | Standort               | Beschreibung |
| ---- | --------------- | ------------------------- | ---------------------- | --- |
| ja   | Datei hochladen | Am Quent (bei der Kirche) | KG: Spannberg Standort | Die Kellergasse ist ein beidseitiges Kellergassensystem in Hanglage und in der Eben. Sie besteht aus 51 Gebäuden und hat eine Länge von 500 Metern. Die älteste Datierung geht auf das Jahr 1878 zurück.    |
| ja   | Datei hochladen | Grüngasse/Eselgrund       | KG: Spannberg Standort | Die Kellergasse ist ein beidseitiges Kellergassensystem in der Ebene und in Muldenlage. Sie besteht aus 26 Gebäuden und hat eine Länge von 170 Metern. Die älteste Datierung geht auf das Jahr 1894 zurück. |
| BW   | Datei hochladen | Kurzgasse                 | KG: Spannberg Standort | Die Kellergasse ist eine beidseitige Einzelkellergasse in Grabenlage. Sie besteht aus 12 Gebäuden und hat eine Länge von 100 Metern. Die älteste Datierung geht auf das Jahr 1895 zurück.                   |

| Foto:                    | Fotografie der Kellergasse (Gesamtheit). Klicken des Fotos erzeugt eine vergrößerte Ansicht. Daneben finden sich zwei Symbole: \| Weitere Bilder vorhanden \| Das Symbol bedeutet, dass weitere Fotos des Objekts verfügbar sind. Durch Klicken des Symbols werden sie angezeigt. \| \| Eigenes Foto hochladen \| Durch Klicken des Symbols können weitere Fotos des Objekts in das Medienarchiv Wikimedia Commons hochgeladen werden. \| |
| Name:                    | Bezeichnung der Kellergasse |
| Standort:                | Es ist die Katastralgemeinde (KG) angegeben. Durch Aufruf des Links Standort wird die Lage der Kellergasse in verschiedenen Kartenprojekten angezeigt. |
| Beschreibung             | Kurze Beschreibung der Kellergasse |
| Weitere Bilder vorhanden | Das Symbol bedeutet, dass weitere Fotos des Objekts verfügbar sind. Durch Klicken des Symbols werden sie angezeigt. |
| Eigenes Foto hochladen   | Durch Klicken des Symbols können weitere Fotos des Objekts in das Medienarchiv Wikimedia Commons hochgeladen werden. |